# マリンドゥケ州

マリンドゥケ州

マリンドゥケ州（マリンドゥケしゅう、Province of Marinduque）は、フィリピン北部ミマロパ地方（MIMAROPA, Region IV-B）に属する州である。州都はボアク（Boac）。面積は959.3km2、人口は234,521人（2015年）。

## 地理
ボアク島（旧マリンドゥク島）がその領域である。海を挟んで南にロンブロン州、西にオリエンタル・ミンドロ州、北から東にかけてカラバルソン地方のケソン州と隣接している。

## 歴史

### 米比戦争
1900年9月13日、プラン・ルパの戦い。